# Triclistus podagricus
Triclistus podagricus är en stekelart som först beskrevs av Johann Ludwig Christian Gravenhorst 1829.  Triclistus podagricus ingår i släktet Triclistus och familjen brokparasitsteklar. Arten är reproducerande i Sverige. Inga underarter finns listade i Catalogue of Life.